# Frank Caggiano
Frank Joseph Caggiano (ur. 29 marca 1959 w Brooklynie, Nowy Jork) – amerykański duchowny katolicki, biskup Bridgeport od 2013.

## Życiorys
Święcenia kapłańskie otrzymał w dniu 16 maja 1987 i inkardynowany został do rodzinnej diecezji. Pracował przede wszystkim jako duszpasterz parafialny, zaś od 2003 był wikariuszem biskupim ds. ewangelizacji i życia duszpasterskiego.
6 czerwca 2006 mianowany biskupem pomocniczym Brooklynu ze stolicą tytularną Inis Cathaig. Sakry udzielił mu bp Nicholas DiMarzio.
31 lipca 2013 papież Franciszek mianował go ordynariuszem diecezji diecezji Bridgeport. Ingres odbył się 19 września 2013.